# Дубовка (Херсонская область)
Дубовка (укр. Дубівка) — село в Константиновской сельской общине Каховского района Херсонской области Украины. В 2022 году, во время вторжения России на Украину, село было захвачено. На данный момент находится под оккупацией войск РФ.
Население по переписи 2001 года составляло 795 человек. Почтовый индекс — 74642. Телефонный код — 5544. Код КОАТУУ — 6522681001.